# バーナーズ男爵
バーナーズ男爵（英語: Baron Berners）は、イングランド貴族の男爵位。
1455年にジョン・バウチャーが叙されたのに始まる。議会招集令状による爵位であるため、男子なき場合に姉妹間に優劣のない女系継承が可能であり、何度かの女系継承と保持者不在(abeyant)を経て現存している。2023年現在の当主は17代バーナーズ男爵ルパート・ティリット＝カーカム。

## 歴史
初代エセックス伯ヘンリー・バウチャー(-1483)の弟ジョン・バウチャー(-1474)は、1455年5月26日の議会招集令状によってイングランド貴族爵位バーナーズ男爵（Baron Berners）に叙せられた。
その長男である2代男爵ジョン・バウチャー(1467–1533)には男子がなく、長女メアリー(生没年不詳)（結婚でアントン姓）と次女ジェーン(-1562)（結婚でナイヴェット姓）の2人の娘があるのみだった。そのため2代男爵の死後、この娘2人の間で保持者不在(abeyant)となった。規定上(デ・ジュリ)は、長女メアリーが後継者なく死去したことで1550年に保持者不在は解除され、次女ジェーンが3代女男爵になっているはずだが、彼女も彼女の子孫も男爵位を要求しなかった。
しかし1720年の貴族院決定でバーナーズ男爵位は次のように継承されたことが確認された。7代男爵トマス・ナイヴェット(-1693)までジェーンの直系の男系男子で継承された後、1693年に7代男爵が男子なく死去した際に彼の2人の姉妹エリザベス(生没年不詳)（結婚でグレンハム姓）とキャサリン(1658-1743)（結婚でハリス姓、のちボケナム姓）の間で保持者不在となったが、1711年にエリザベスの一人息子が死去した時点でキャサリンが8代女男爵になっていることである。
しかしこの8代女男爵キャサリンには子供がなく、彼女の死後、彼女の叔父であるトマス・ナイジェットの2人の孫娘ルーシー(-1740頃)（結婚でホルト姓、のちフィールド姓）とエリザベス(1691-1757)（結婚でウィルソン姓）の間で保持者不在となっている。以降90年弱にわたって保持者不在が続く。
1832年5月7日に至ってエリザベスの孫ロバート・ウィルソン(1761–1838)が9代男爵に確定した。9代男爵にも子供はなく、彼の死去に際して保持者不在となるが、数日後の1838年4月2日のロイヤルワラントによって保持者不在が解除され、弟ヘンリー・ウィルソン(1762–1851)が10代男爵に確定した。彼の死後はその息子であるヘンリー・ウィリアム・ウィルソン(1797–1871)が11代男爵位を継承するが、彼には子供がなく、彼の死後は姪（10代男爵の次男ロバートの娘）にあたるエマ・ハリエット(1835–1917)（結婚でティリット姓）が12代女男爵位を継承した。

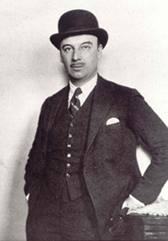
14代バーナーズ男爵ジェラルド・ティリット＝ウィルソン

12代女男爵は3代(スタンリー・ホールの)準男爵サー・ヘンリー・トマス・ティリット(1824-1894)と結婚しており、夫妻の次男(長男は死去)であるレイモンド・ティリット(1855–1918)は、1892年に勅許を得て母の家名を加えた「ティリット＝ウィルソン（Tyrwhitt-Wilson）」に改姓し、1894年には父から第4代準男爵位を、1917年には母から13代バーナーズ男爵位を継承した。
13代男爵には子供がなく、甥（12代女男爵の三男ヒューの息子）にあたるジェラルド・ティリット＝ウィルソン(1883–1950)が14代男爵位と5代準男爵位を継承した。彼は音楽家、小説家、画家として著名である。しかし14代男爵にも子供はなく、彼の死去により(スタンリー・ホールの)準男爵位は廃絶した
一方バーナーズ男爵位は、姪（12代女男爵の五男ルパートの娘）にあたるヴェラ(1901–1992)（結婚でウィリアムズ姓）が継承した（15代女男爵）。彼女の死後は彼女の2人の娘パメラ・ヴィヴィアン(1929-2023)（結婚でカーカム姓）とローズマリー(1931-)（結婚でポロック姓）の間で保持者不在となったが、1995年に長女であるパメラ・カーカムが16代女男爵に確定している。
パメラは2023年1月23日に93歳で亡くなり、長男のルパート・ウィリアムが爵位を継承した。

## バーナーズ男爵 (1455年)
- 初代男爵ジョン・バウチャー（英語版） (-1474)
- 2代男爵ジョン・バウチャー（英語版） (1467–1533) - 1533年に保持者不在(abeyant)
- 3代女男爵ジェーン・ナイヴェット (-1562)　- デ・ジュリ。1550年に保持者不在解除
- 4代男爵トマス・ナイヴェット（英語版） (1539頃–1618)　- デ・ジュリ
- 5代男爵トマス・ナイヴェット (1596–1658) - デ・ジュリ
- 6代男爵ジョン・ナイヴェット (-1673) - デ・ジュリ
- 7代男爵トマス・ナイヴェット（英語版） (-1693)  - デ・ジュリ。1693年に保持者不在(abeyant)
- 8代女男爵キャサリン・ボケナム (1658–1743)  - 1711年に保持者不在解除、1743年に保持者不在
- 9代男爵ロバート・ウィルソン (1761–1838) - 1832年に保持者不在解除、1838年に保持者不在
- 10代男爵ヘンリー・ウィルソン (1762–1851) - 1838年に保持者不在解除
- 11代男爵ヘンリー・ウィリアム・ウィルソン (1797–1871)
- 12代女男爵エマ・ハリエット・ティリット (1835–1917)
- 13代男爵・第4代準男爵レイモンド・ロバート・ティリット＝ウィルソン (1855–1918) - 1894年に父から準男爵位を継承
- 14代男爵・第5代準男爵ジェラルド・ヒュー・ティリット＝ウィルソン (1883–1950)  - 1950年に準男爵位廃絶
- 15代女男爵ヴェラ・ルビー・ウィリアムズ (1901–1992) - 1992年に保持者不在
- 16代女男爵パメラ・ヴィヴィアン・カーカム（英語版） (1929-) - 1995年に保持者不在解除
- 17代男爵ルパート・ウィリアム・ティリット＝カーカム (1953-)
  - 法定推定相続人は現当主の長男エドワード・マイケル・ティリット＝カーカム閣下 (1994-)